# Metnal (planeta)
El planeta Metnal es un cuerpo estelar ficticio que aparece en la historieta de Karmatrón y los Transformables. Es la base del imperio de la Alianza del Mal encabezada por el maligno Emperador Asura. Es el hogar de la raza metnalita (de la cual forma parte Asura) y de muchos otros villanos que aparecen en esa revista.

## Características
El planeta Metnal es un planeta yermo, como un vasto desierto rocoso provisto de escasos recursos naturales, y con una fauna y flora genéticamente alteradas por la gran maldad que emana del mismo planeta. Su suelo probablemente es rico en óxidos de hierro, a juzgar por el color rojo de su superficie, similar al del suelo marciano. Carece de cuerpos de agua visibles desde el espacio (o en las ilustraciones de Oscar González Loyo). El cielo metnalita luce como una imagen del espacio profundo, pero debido a que durante la serie regular de Karmatrón y los Transformables se reveló que los metnalitas respiran dióxido de carbono en lugar de oxígeno (al igual que las plantas terrestres) se asume que Metnal sí tiene atmósfera, pero debe ser una muy escasa, incapaz de refractar los rayos solares como lo hace la atmósfera terrestre. Esto hace pensar que los organismos mentalitas son altamente resistentes a la radiación ultravioleta y a otros factores nocivos para los seres humanos.

### La Zona de la Oscuridad
El desierto metnalita donde Asura llamó a las fuerzas del infierno pasó de ser un lugar de por sí hostil, a ser un lugar demoníaco e impío, donde los pocos animales y plantas que ahí se encontraban fueron transformados en bestias deformes y en monstruos carnívoros, que viven por siempre devorándose entre sí o devorando a quien ose pasar por ese lugar.

### El Palacio de Asura
En muchas ocasiones durante la serie de Karmatrón y los Transformables se puede apreciar la fortaleza donde vive el emperador de Metnal. Se asemeja al rostro de un ídolo grotesco, una especie de cara de demonio hecha de piedra gris, con dos alas de roca azul colocadas en las sienes y una estructura que parece una especie de corona, llena de torres retorcidas, en la parte alta. Al frente del palacio pueden verse dos gigantescas ventanas de color rojo, que corresponden a los ojos del ídolo. Este palacio es enorme, ya que su hangar, localizado en la boca del ídolo, ha podido albergar destructores espaciales de gran tamaño, los cuales lucen pequeños en comparación con el palacio. Se presume que es una citadel autosuficiente, ya que no se aprecian otras construcciones cercanas cuando la fortaleza sale a cuadro.
- Datos: Q6011896